# Asteroide Aten
| Marte (M) Venere (V) Mercurio (H) | Sole Asteroidi Aten Terra (E) |

La distribuzione degli asteroidi Aten in relazione alle orbite dei pianeti terrestri del sistema solare.

Gli asteroidi Aten sono un gruppo di asteroidi near-Earth caratterizzati da un'orbita con semiasse maggiore inferiore ad un'unità astronomica. Il nome del gruppo deriva da quello dell'asteroide Aten, il primo oggetto di questo tipo ad essere scoperto; fu individuato il 7 gennaio 1976 da Eleanor Helin.

## Parametri orbitali
Sebbene il semiasse maggiore degli asteroidi Aten sia minore di una unità astronomica, quasi tutti i corpi di questo tipo conosciuti hanno un afelio situato al di là dell'orbita terrestre, ad una distanza dal Sole maggiore di 1 UA. Gli asteroidi Aten caratterizzati da un'orbita interamente compresa entro quella della Terra sono noti come asteroidi Atira, e costituiscono a tutti gli effetti una sottoclasse degli asteroidi Aten. I soli asteroidi Apohele conosciuti a fine 2005 erano 163693 Atira e (434326) 2004 JG6.

## Asteroidi celebri
Gli asteroidi Aten caratterizzati dai semiassi maggiori più corti sono:
- 66391 Moshup, con un semiasse maggiore pari a 0,642 UA; il suo perielio è tuttavia situato a sole 0,2 UA dal Sole, all'interno dell'orbita di Mercurio.
- (434326) 2004 JG6, con un semiasse maggiore di 0,635 UA; il suo perielio si trova a 0,297 UA dal Sole, al di fuori dell'orbita di Mercurio ma all'interno di quella di Venere.

Un altro asteroide Aten particolarmente noto è Apofi, che nel 2004 fu inizialmente ritenuto pericoloso per la Terra, a causa di un possibile impatto nel 2029 o nel 2035-36. Le stime sulla sua reale possibilità di impatto sono divenute via via più accurate e successivamente il rischio di impatto è stato considerato pressoché nullo. Si ritiene che il 13 aprile 2029 l'incontro ravvicinato con la Terra farà sì che Apofi passi dalla classe di asteroidi Aten a quella degli Apollo.

## Prospetto
Segue un prospetto dei principali asteroidi appartenenti alla famiglia.
| Nome   | Nome      | Diametro medio | Semiasse maggiore | Inclinazione orbitale | Eccentricità | Scoperta |
| ------ | --------- | -------------- | ----------------- | --------------------- | ------------ | -------- |
| 2062   | Aten      | 1,1 km         | 0,790 UA          | 18,93°                | 0,183        | 1976     |
| 2100   | Ra-Shalom | 3,4 km         | 0,832 UA          | 15,8°                 | 0,436        | 1978     |
| 2340   | Hathor    | 0,3 km         | 0,844 UA          | 5,9°                  | 0,45         | 1976     |
| 3362   | Khufu     | 0,7 km         | 0,989 UA          | 9,9°                  | 0,469        | 1984     |
| 3554   | Amun      | 2,48 km        | 0,974 UA          | 23,4°                 | 0,28         | 1986     |
| 3753   | Cruithne  | 5 km           | 0,998 UA          | 19,8°                 | 0,515        | 1986     |
| 5381   | Sekhmet   | 1,0 km         | 0,947 UA          | 49°                   | 0,296        | 1991     |
| 99942  | Apofi     | 0,35 km        | 0,922 UA          | 3,331°                | 0,191        | 2004     |
| 136818 | Selqet    |                | 0.938 UA          | 12,8°                 | 0,346        | 1997     |
| 163693 | Atira     | 2,0 km         | 0.741 UA          | 25,6°                 | 0,322        | 2003     |